# Ланча Бета
Ланча Бета е италиански автомобил, произвеждан от един от най-реномираните италиански автомобилни производители Ланча.

## История
Ланча Бета е проектирана още през 1970 г., след преминаването на производителя към Фиат. Автомобилът е разработван върху обновената платформа на Фиат 124. Автомобилът е показан на Автомобилното изложение в Торино през 1972 г., а по-късно и на изложението във Франкфурт. Моделът носи успех на Ланча, въпреки че това е първият автомобил на марката, базиран на Фиат. Почитателите на марката подчертават, че Ланча трябва да запази индивидуалността си и да не заимства напълно техниката и дизайна с италианския гигант. С името Бета ръководството на Фиат подчертава, че желае да запази индивидуалността и класата на марката. Именно заради това името на модела е посветено на първоначалната идея моделите да бъдат кръщавани на букви от гръцката азбука. Ланча Бета заимства и елементи от предшественика си Ланча Фулвиа. От страна на ръководството е имало предложение поради различните версии на модела той да бъде наречен Фулвиета като аналог на първото поколение на Алфа Ромео Жулиетта. С модела марката се връща на някои пазари от изтока. Моделът е приет особено добре във Великобритания. Около 1400 бройки са изнесени за САЩ. Продава се и в Южна Африка.

## Дизайн
Автомобилът е проектиран в дизайнерското студио на Фиат. Дизайнер на автомобила е Серджо Сарторели. Подобно на Фиат 124 автомобилът е с двусекционни фарове и задните габарити са освежена версия на тези на Фулвиа. Решетката на Ланча не е силно подчертана в първите версии на Ланча Бета.

## Ланча Бета Спайдер
Откритата версия на модела е проектирана от Загато.

## Производство
Автомобилът е произвеждан в Торино. От седан версията на модела са произведени 194 916 екземпляра, от Ланча Бета Купе – 113 623 екземпляра, от Ланча Бета ХПЕ – 71 257 екземпляра, от Ланча Бета Спайдер – 8594.